# Filetto (araldica)
Filetto è un termine utilizzato in araldica per indicare una linea di partizione ingrossata e smaltata, specie per accentuare le partizioni di due campi di eguale smalto. Pezze onorevoli di lunghezza (palo, fascia, banda, sbarra) ridotte sottilissime (vergettes, cotices, burelles, ecc).
Secondo alcuni araldisti questo termine andrebbe riservato alla banda quando ridotta ad un quinto della larghezza ordinaria. In questa accezione si usa anche il termine contrafiletto per indicare la sbarra anch'essa ridotta ad un quinto del normale. 
Spesso il filetto è considerato una brisura.

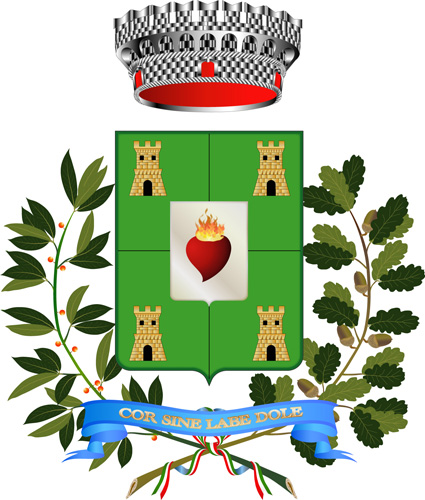
Filetto in croce (Stemma di Corato)
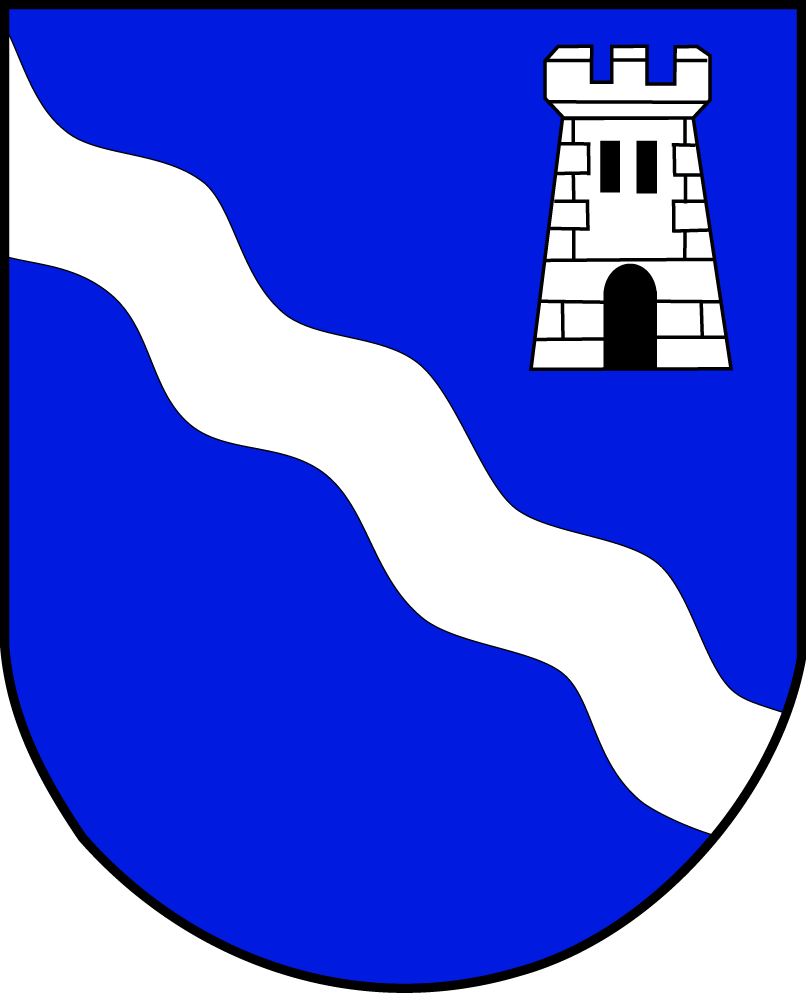
Filetto in banda ondato (Birgisch, Svizzera)
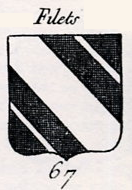
Banda d'argento accostata da due filetti dello stesso
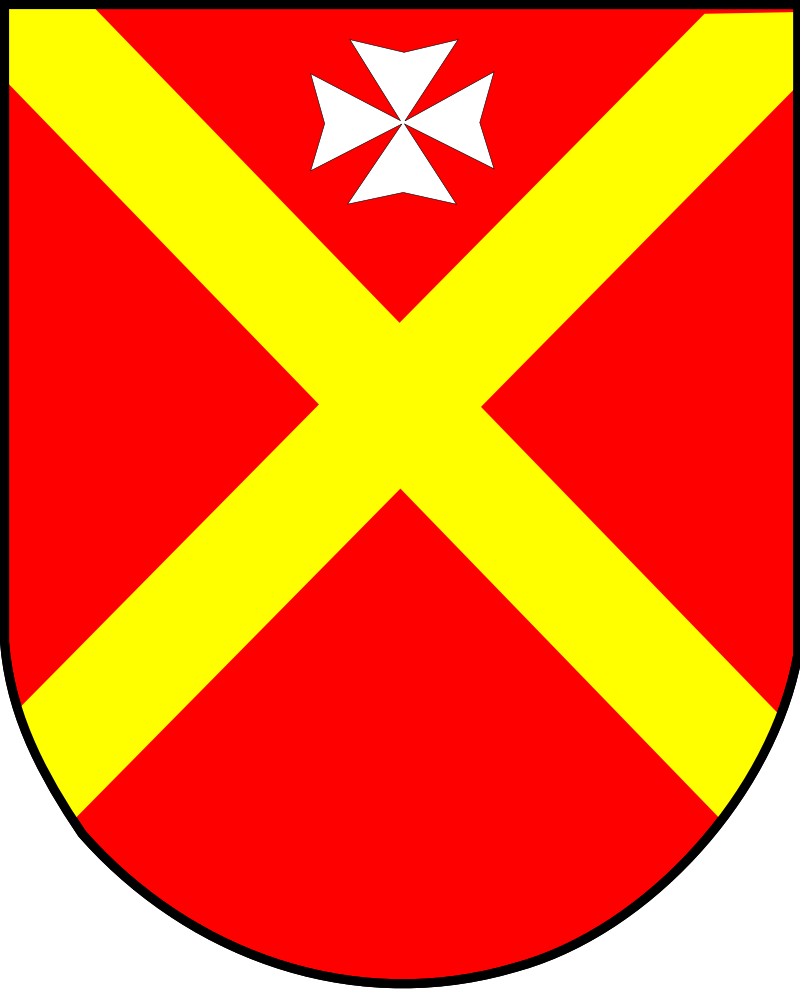
Filetto in decusse (Magnedens, Svizzera)
Partito dal filetto d'azzurro (Provincia di Parma)
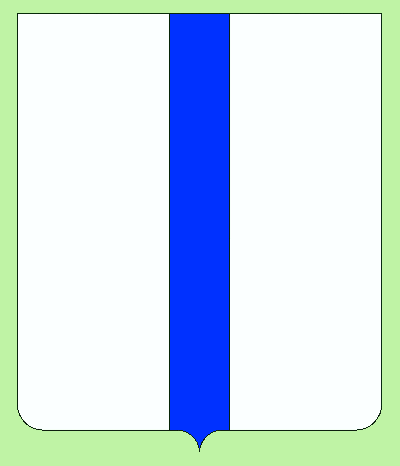
Filetto in palo
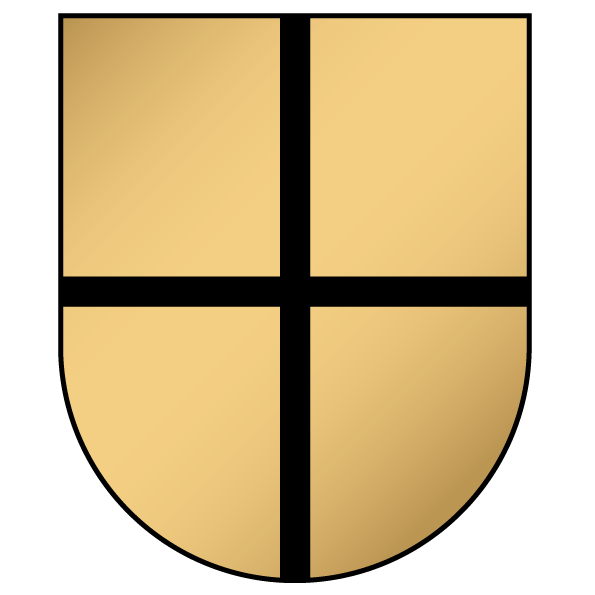
Filetto in croce